# Konya
Konya (osmannisk-tyrkisk: قونیه; oldgræsk: Ἰκόνιον (Ikónion); latin: Iconium) er en af Tyrkiets største byer (syvende størst i 2013 ). Den  har et areal på 38.873 km² og ligger i Anatolien. Byen har 2.232.374 (2019) indbyggere.

## Historie
Konya hørte engang under en græsk bystat ved navn Lykaonia. Paulus besøgte også byen, og ifølge en meget gammel kristen myte er byen også Skt. Theklas fødeby. Byen blev i 1071 erobret af seldsjukkerne efter deres sejr i slaget ved Manzikert. Fra 1097 til 1243 var byen hovedstad i Seldsjuksultanat, og byen blev også mange gange angrebet af korsfarere.
Byen var også en vigtig handelsby og blev derfor forsøgt erobret af andre folkeslag, bl.a. persere, turkmenere og ilkhanere.
Efter seldsjukkerne kom familien Karamanoğlu og overtog byen, og byen var stadig landets hovedstad. I 1420 overtog osmannerne byen, og i 1453, efter at grækerne havde tabt hele Lilleasien, kom Konya til at høre under den osmanniske provins Karaman.

## Konya i osmannisk tid
Konya kom først under provinsen Karaman, og i 1800-tallet blev Konya provinsens hovedstad. I 1884 blev der foretaget en rigtig folketælling efter ordre fra sultanen i Istanbul.
| År   | Muslimer | Kristne | Total         |
| ---- | -------- | ------- | ------------- |
| 1800 | -        | -       | 15.000-20.000 |
| 1884 | -        | -       | 40.795        |
| 1896 | 42.318   | 2.465   | 44.783        |
| 1926 | 47.286   | -       | 47.286        |
| 1953 | -        | -       | 52.093        |
| 2000 | -        | -       | 742.690       |

I sultanens noter fra 1896 stod der, at der var 21 moskéer og 5 kirker i byen. I dag findes der over 700 moskéer og 4 kirker. I 1923 blev byens kristne ramt af tvangsforflytning efter en aftale mellem Tyrkiet og Grækenland, og byen blev overvejende muslimsk fra 1927 til i dag.

## Kultur og seværdigheder
Konya har i adskillige århundrede været kendt som "Tyrkiets brødkurv".
Konya var hjemsted for den mest markante sufi (islamisk mystiker) Djelaleddin Rumi, også kendt som Mevlana.
Han kom til Konya i 1228 og virkede der frem til sin død i i 1273.
Mausolæet med Rumis og hans faders grav blev sammen med det tilhørende dervish-hus oprettet som museum i 1925.
Hvert år kommer mange turister og pilgrimme til dette sted. 
- Alâeddin Camii – en meget gammel velbevaret moske fra seldsjukkernes tid.
- Mevlânâ müzesi – igen en moské, men indeholder også en masse grave af kendte muslimske lærde, bl.a. sufi-mesteren Melvânâ Celâluddîn Rûmî og Sadreddin Konevî samt et lille museum.
- Çatalhöyük — en af verdens første rigtige byer.
- Sille — et område, som ligger vest for Konya. Sille var en græsk, kristen by, som blev forladt i 1921 efter en aftale mellem Tyrkiet og Grækenland. I dag kan man stadig se de gamle huse samt en kirke.
- Atatürk Müzesi — et museum om Atatürk, som efter tyrkisk opfattelse reddede Tyrkiet fra de europæiske stormagter. Museet ligger i dag i Atatürks hus i Konyas centrum.

## Mad og drikkelse
Konya byder på adskillige lækkerier, der samtidig har en del historie med sig. Etliekmek, der på dansk ville hedde "brød med kød", er en af de mest kendte retter i Konya. Retten, der bliver lavet af lammekød, løg, tomat og en anelse chili, kan minde om en pizza, bare i en meget tyndere version. Etliekmek tilberedes i en stenovn og serveres typisk til bryllupper men også til hverdag. Denne ret serveres typisk med et glas kold ayran, som er en tyrkisk drik lavet af yoghurt, vand og salt.[kilde mangler]